# Boaty McBoatface
Boaty McBoatface är namnet på tre av brittiska National Oceanography Centres fjärrstyrda undervattensfarkoster, vilka är avsedda att användas vid expeditioner med polarforskningsfartyg som bland andra RSS Sir David Attenborough.
Den är 3,62 meter lång, väger 700 kilogram och har en räckvidd på 2 000 kilometer. Den sköts av National Oceanography Centre i Southampton i Storbritannien, som också konstruerat den.

## Namntävling för nytt brittiskt polarforskningsfartyg
Brittiska Natural Environment Research Council utlyste i mars 2016 en namnförslagstävling för det brittiska polarfartyg som då var under byggnad. Vinnande namn i omröstningen var med bred marginal "Boaty McBoatface", som på skämt hade föreslagits av en tidigare radiojournalist på BBC Radio Jersey. Namnet anspelade på ugglan Hooty McOwlface, en fågel som namngivits 2013 i ett program om omhändertagna fåglar.
Den brittiske ministern för vetenskap meddelande i maj 2016 att fartyget skulle döpas efter David Attenborough, men att Boaty McBoatface skulle bli namnet på en av forskningsfartygets gula fjärrstyrda undervattensfarkoster.

### Påverkan på andra namn

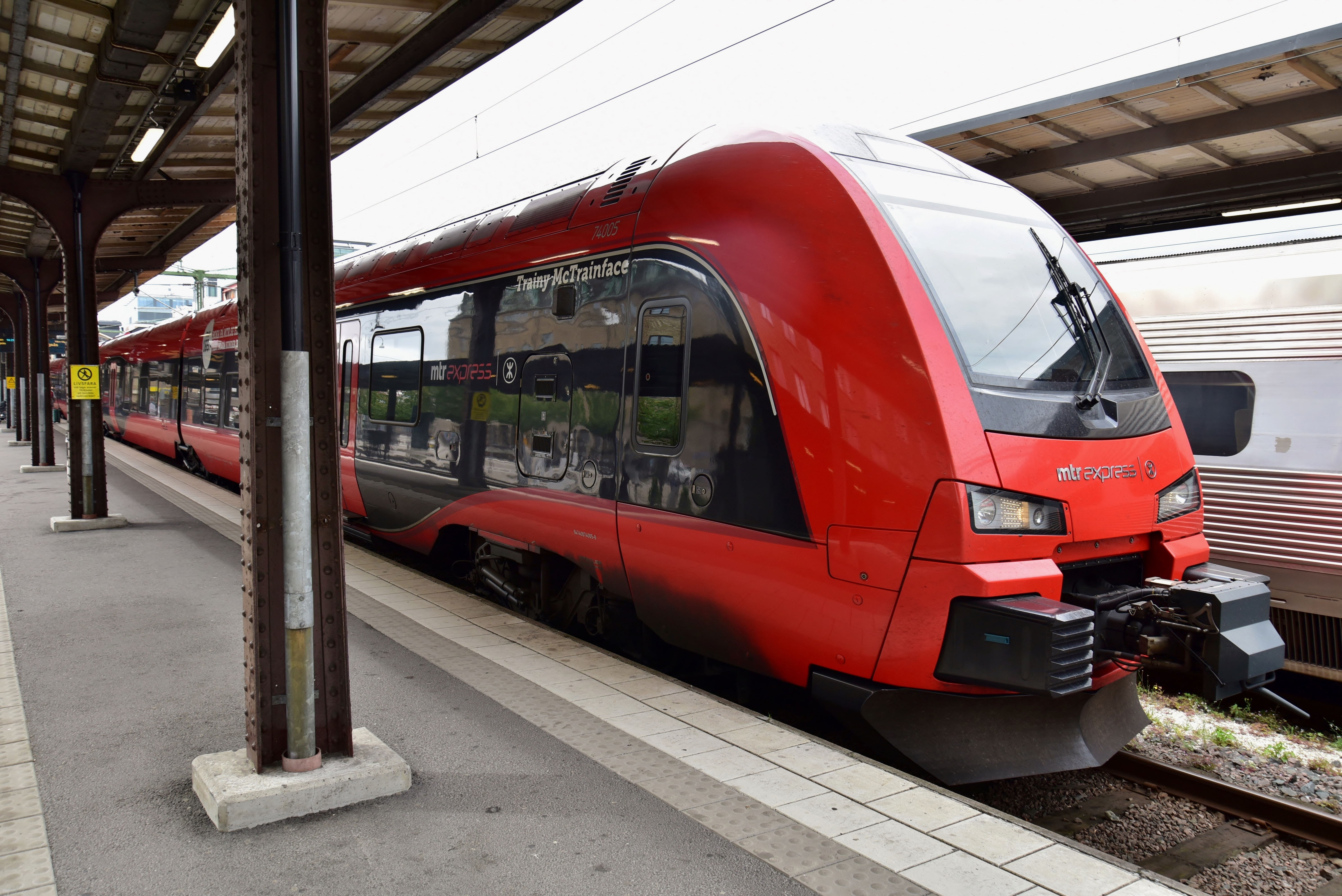
MTR-tåget Trainy McTrainface på Göteborgs centralstation

I maj 2016 gav Google en nyutgiven parser för naturligt språk namnet  Parsey McParseface  med referens till  fartygsnamnstävlingen.
År 2017 utlyste dåvarande MTR Express en namntävling över internet för sina nya X74-tåg mellan Stockholm-Göteborg. Överlägsen vinnare blev "Trainy McTrainface", vilket också blev namnet på ett av tågen.
I november 2017 beslöt Sydney Ferries att låta allmänheten namnge sina nya färjor av Emerald-class som trafikerar Sydney Harbour i Sydney i Australien i en namntävling. Flest röster fick namnet "Boaty McBoatface", men eftersom det redan var upptaget så blev namnet i stället efter en del förvecklingar "Ferry McFerryface".
År 2021 utlyste Busch Beer en tävling som gick ut på att låta fansen rösta fram vad det lopp företaget sponsrade på Kansas Speedway 2 maj skulle döpas till. Buschy McBusch Race 400 blev det vinnande namnet.